# Geel (stad)
Geel is een stad in de Belgische provincie Antwerpen en staat ook wel bekend onder de eretitel: "Barmhartige Stede". De Kempense stad is naar oppervlakte de zevende grootste stad van Vlaanderen, is de hoofdplaats van het gerechtelijk kanton Geel en behoort tot het kieskanton Mol. Geel telt ruim 42.000 inwoners, die Gelenaars worden genoemd. Haar beschermheilige is de heilige Dimpna van Geel.

## Toponymie
De naam "Geel" is van Germaanse oorsprong en vermoedelijk ontstaan uit een samenvoeging van "gelba" (geel) en "lo" (bosje op hogere grond).

## Geschiedenis

### Neolithicum
Op het grondgebied van Geel zijn vondsten gedaan uit de steentijd, maar zekerheid omtrent menselijke bewoning is er vanaf de ijzertijd. Bij opgravingswerken in 2006 zijn sporen uit dit tijdvak blootgelegd. De Romeinen, die overigens nauwelijks sporen in het gebied van Geel hebben achtergelaten, brachten de streek vanaf 57 v.Chr. onder controle. Zij troffen er een Keltische bevolking aan.

### Middeleeuwen
Een vroege schriftelijke vermelding van Geel is in de Vita Sanctae Dimpnae, omstreeks 1247 geschreven door Petrus Cameracencis, die kanunnik was te Kamerijk. Het betreft het leven van de heilige Dimpna van Geel. De legende berust op geen enkel verifieerbaar feit, maar volgens mondelinge overlevering zouden er ten tijde van het verblijf van Dimpna in Geel vijftien huizen hebben gestaan. Aanwijzingen omtrent de periode dat zij in Geel zou hebben verbleven werden echter in dit document niet gegeven. Wel zal er voor, of direct na het schrijven van de vita een toenemende stroom van bedevaartgangers op gang zijn gekomen. Opgegraven resten van een boerderij uit de 9e tot de 12e eeuw vormen bewijs van bewoning in dit tijdvak.
Het land van Geel was toen al een heerlijkheid, waarvan de oudste vermelding uit 1155 stamt. In dit jaar schonk de heer Wouter I Berthout gronden aan de Abdij van Grimbergen. Het was veel groter dan de huidige stad en omvatte ook Retie, Eindhout, Veerle, Varendonk, Zoerle-Parwijs, Oevel, Echelpoel (bij Bouwel), Millegem, Vorselaar en Tielen. Genoemde dorpen kwamen door huwelijken en erfrechten uiteindelijk los van de kern Geel te staan.
Wouter I Berthout was door huwelijk met Margareta van Grimbergen in het bezit van de heerlijkheid Geel gekomen die voordien in handen van de Van Grimbergens was. Over die vroege geschiedenis is nauwelijks iets bekend, maar vanaf de komst van de Berthouts werd de geschiedenis traceerbaar. Na de Berthouts volgden de geslachten Van Horne, Van Merode, Van Wittem-Van den Berg, Van Lorreinen en de Rohan als eigenaars. Armande-Victoire-Josephine de Rohan, prinses van Guéméné en vrouwe van Geel, was de laatste feodale vrouwe die de afschaffing van het ancien régime in 1795 meemaakte.
In de eerste helft van de 13e eeuw werden vrijheidsrechten aan de inwoners van Geel verleend en ook werd een schepenbank opgericht. Geel werd onder het bewind van de Hertogen van Brabant de hoofdplaats van het Kwartier van Geel, dat één der zeven kwartieren was van het Markgraafschap Antwerpen. Het omvatte de dorpen: Geel, Varendonk-Watereinde, Bel, Eindhout, Veerle, Oevel, Zoerle-Parwijs, Echelpoel, Meerbeek, Houtven, Westerlo, Olen, Hulshout en Vorselaar. Deze bestuurlijke eenheid was niet hetzelfde als de heerlijkheid Geel in zijn oude omvang.

### Ancien régime
Aan dit alles kwam een einde toen in 1794 de Franse troepen binnenvielen en de inlijving bij Frankrijk volgde op 1 oktober 1795. Het ancien régime werd opgeheven maar de inwoners van Geel konden de nieuwe, democratischer, bestuursvormen maar nauwelijks inhoud geven. Dan was er nog de Boerenkrijg tegen de Fransen. Voor wat betreft de Kempen begon deze op 15 oktober 1798 te Geel. Hier waren 10.000 brigands tezamengetrokken. Kort na 4 december 1798 werd het boerenleger definitief verslagen.
Na de Napoleontische tijd volgde de samenvoeging met de noordelijke Nederlanden en de daaropvolgende Belgische Opstand van 1830, waarbij de Gelenaren zich niet onbetuigd lieten en in 1832 een erevendel uit handen van koning Leopold I kregen uitgereikt.

### Moderne tijd
Een belangrijke gebeurtenis in de geschiedenis van Geel vormde de Slag om Geel van 1944, een van de bloedigste gevechten tijdens de bevrijding van België. Uiteindelijk leidde de slag tot de bevrijding van het gehele grondgebied op 23 september van dat jaar, maar ze ging gepaard met ontzettend veel militaire en burgerslachtoffers. Omwille van de Geelse gezinsverpleging draagt de stad nog steeds de bijnaam de "Barmhartige Stede".

## Geografie

### Kernen
De kernen in Geel hebben eigenlijk geen strikte grenzen (wel min of meer weer te geven) en zijn van oudsher al bij Geel geweest en dus niet door fusies. Het zijn als het ware dorpskernen met ieder hun eigen parochie. Geel bestaat uit de volgende kernen:
- Geel-Centrum, omvat vier samengegroeide parochies: de Sint-Amandusparochie, de Sint-Dimpnaparochie, Elsum en Holven (met aansluitend het landelijke gehucht Hadschot)
- Kievermont is geen afzonderlijke parochie, doch een afzonderlijke woonkern van Sint-Dimpna
- Larum, samen met de wijken Rauwelkoven en Poiel
- Ten Aard met Sas Zeven
- Bel
- Winkelom, tevens geen afzonderlijke parochie (deel van de Sint-Amandusparochie)
- Winkelomheide ("De Hei"), ten zuiden van het gehucht Winkelom
- Punt
- Stelen, samen met Liessel
- Oosterlo
- Zammel

### Aangrenzende gemeenten
| Aangrenzende gemeenten | Aangrenzende gemeenten | Aangrenzende gemeenten | Aangrenzende gemeenten | Aangrenzende gemeenten |
| ---------------------- | ---------------------- | ---------------------- | ---------------------- | ---------------------- |
|                        |                        | Kasterlee              |                        | Retie                  |
|                        |                        |                        |                        |                        |
| Olen                   | Mol                    |                        |                        |                        |
|                        |                        |                        |                        |                        |
| Westerlo en Herselt    |                        | Laakdal                |                        | Meerhout               |

## Demografie
Geel kende een opvallend sterke groei tussen 1831 en 1846, waarbij de bevolking op 15 jaar met 46% aangroeide. Tussen 1856 en 1866 vond een kleine correctie plaats waarbij het inwonersaantal beperkt terugval (krimp met 5% op 10 jaar tijd). Doorheen de twintigste eeuw groeide het bevolkingsaantal aan een relatief stabiel tempo.

### Demografische ontwikkeling
Bron: NIS - Opm:1806 t/m 1970=volkstellingen op 31 december; vanaf 1980= inwoneraantal per 1 januari
| Inwoners van jaar tot jaar op 1 januari 1992 tot heden | Inwoners van jaar tot jaar op 1 januari 1992 tot heden | Inwoners van jaar tot jaar op 1 januari 1992 tot heden |
| jaar                                                   | Aantal                                                 | Evolutie: 1992=index 100                               |
| ------------------------------------------------------ | ------------------------------------------------------ | ------------------------------------------------------ |
| 1992                                                   | 32.641                                                 | 100,0                                                  |
| 1993                                                   | 32.812                                                 | 100,5                                                  |
| 1994                                                   | 33.023                                                 | 101,2                                                  |
| 1995                                                   | 33.174                                                 | 101,6                                                  |
| 1996                                                   | 33.313                                                 | 102,1                                                  |
| 1997                                                   | 33.501                                                 | 102,6                                                  |
| 1998                                                   | 33.597                                                 | 102,9                                                  |
| 1999                                                   | 33.655                                                 | 103,1                                                  |
| 2000                                                   | 33.677                                                 | 103,2                                                  |
| 2001                                                   | 33.879                                                 | 103,8                                                  |
| 2002                                                   | 34.169                                                 | 104,7                                                  |
| 2003                                                   | 34.350                                                 | 105,2                                                  |
| 2004                                                   | 34.444                                                 | 105,5                                                  |
| 2005                                                   | 34.758                                                 | 106,5                                                  |
| 2006                                                   | 35.189                                                 | 107,8                                                  |
| 2007                                                   | 35.502                                                 | 108,8                                                  |
| 2008                                                   | 36.013                                                 | 110,3                                                  |
| 2009                                                   | 36.711                                                 | 112,5                                                  |
| 2010                                                   | 36.990                                                 | 113,3                                                  |
| 2011                                                   | 37.483                                                 | 114,8                                                  |
| 2012                                                   | 37.848                                                 | 116,0                                                  |
| 2013                                                   | 38.101                                                 | 116,7                                                  |
| 2014                                                   | 38.450                                                 | 117,8                                                  |
| 2015                                                   | 38.837                                                 | 119,0                                                  |
| 2016                                                   | 39.225                                                 | 120,2                                                  |
| 2017                                                   | 39.560                                                 | 121,2                                                  |
| 2018                                                   | 39.923                                                 | 122,3                                                  |
| 2019                                                   | 40.353                                                 | 123,6                                                  |
| 2020                                                   | 40.709                                                 | 124,7                                                  |
| 2021                                                   | 40.781                                                 | 124,9                                                  |
| 2022                                                   | 41.146                                                 | 126,1                                                  |
| 2023                                                   | 41.828                                                 | 128,1                                                  |
| 2024                                                   | 42.331                                                 | 129,7                                                  |
| 2025                                                   | 42.427                                                 | 130,0                                                  |

### Inwoners per kern[3]
| #  | Naam                           | Opp. (km²) | Inwoners (2022) | Inwoners per km² |
| -- | ------------------------------ | ---------- | --------------- | ---------------- |
| 1  | Bel                            | 6,39       | 1.355           | 212              |
| 2  | Holven                         | 21,48      | 9.343           | 435              |
| 3  | Larum                          | 10,51      | 2.635           | 251              |
| 4  | Punt                           | 4,61       | 1.176           | 255              |
| 5  | Oosterlo                       | 4,57       | 1.455           | 318              |
| 6  | Sint-Amands en Elsum           | 10,14      | 10.009          | 987              |
| 7  | Sint-Dimpna (incl. Kievermont) | 9,50       | 7.170           | 755              |
| 8  | Stelen                         | 7,83       | 879             | 112              |
| 9  | Ten Aard                       | 23,68      | 3.000           | 126              |
| 10 | Winkelomheide                  | 7,29       | 2.396           | 329              |
| 11 | Zammel                         | 4,20       | 1.838           | 438              |

## Politiek

### Structuur
De stad Geel ligt in het kieskanton Mol en het provinciedistrict Turnhout. Deze maken deel uit van het kiesarrondissement Mechelen-Turnhout en de kieskring Antwerpen.
| Geel             | Geel             | Supranationaal         | Nationaal                         | Nationaal           | Gemeenschap         | Gewest              | Provincie           | Arrondissement    | Provinciedistrict | Kanton          | Gemeente        |
| ---------------- | ---------------- | ---------------------- | --------------------------------- | ------------------- | ------------------- | ------------------- | ------------------- | ----------------- | ----------------- | --------------- | --------------- |
| Administratief   | Niveau           | Europese Unie          | België                            | België              | Vlaanderen          | Vlaanderen          | Antwerpen           | Turnhout          | Turnhout          | Turnhout        | Geel            |
| Administratief   | Bestuur          | Europese Commissie     | Belgische regering                | Belgische regering  | Vlaamse regering    | Vlaamse regering    | Deputatie           | Deputatie         | Deputatie         | Deputatie       | Gemeentebestuur |
| Administratief   | Raad             | Europees Parlement     | Kamer van volksvertegenwoordigers | Vlaams Parlement    | Vlaams Parlement    | Vlaams Parlement    | Provincieraad       | Provincieraad     | Provincieraad     | Provincieraad   | Gemeenteraad    |
| Kiesomschrijving | Kiesomschrijving | Nederlands Kiescollege | Kieskring Antwerpen               | Kieskring Antwerpen | Kieskring Antwerpen | Kieskring Antwerpen | Kieskring Antwerpen | Mechelen-Turnhout | Turnhout          | Mol             | Geel            |
| Verkiezing       | Verkiezing       | Europese               | Federale                          | Federale            | Vlaamse             | Vlaamse             | Provincieraads-     | Provincieraads-   | Provincieraads-   | Provincieraads- | Gemeenteraads-  |

### College van Burgemeester en Schepenen

#### College van Burgemeester en Schepenen (2024 - 2030)
Burgemeester is Marlon Pareijn (CD&V). Hij leidt een coalitie bestaande uit  CD&V en  N-VA. Samen vormen ze de meerderheid met 21 op 35 zetels.
| Functie | Functie      | Naam             | Bevoegdheden |
| ------- | ------------ | ---------------- | --- |
|         | Burgemeester | Marlon Pareijn   | Algemeen beleid, communicatie, dienstverlening, stadspromotie, jeugd en veiligheid                                                                   |
|         | Schepen      | Pieter Cowé      | Sociaal beleid, zorg en gezondheid, werk, woonbeleid, cultuur en digitale transformatie Voorzitter van bijzonder comité van de sociale dienst (BCSD) |
|         | Schepen      | Nadine Laeremans | Ambtenaar burgerlijke stand, burgerzaken, begraafplaatsen, toerisme, stadsanimatie en evenementen                                                    |
|         | Schepen      | Tom Corstjens    | Financiën, personeel, interlokale samenwerkingsprojecten, ondernemen en innovatie                                                                    |
|         | Schepen      | Luc Van Laer     | Vergunningenbeleid, openbare werken, milieu, landbouw en platteland                                                                                  |
|         | Schepen      | Bart Julliams    | Stadsontwikkeling, ruimtelijke planning, patrimonium, duurzaamheid, internationale samenwerking en sport                                             |
|         | Schepen      | Kris Vangeel     | Mobiliteit, participatie, dorpenbeleid, klimaat en natuur                                                                                            |
|         | Schepen      | Vera Celis       | Onderwijs, kinderopvang, senioren, dierenwelzijn, diversiteit en inclusie                                                                            |

#### College van Burgemeester en Schepenen (2019 - 2024)
Burgemeester is Vera Celis (N-VA). Zij leidt een coalitie bestaande uit  N-VA en  CD&V. Samen vormen ze de meerderheid met 20 op 33 zetels.
| Functie | Functie      | Naam             | Bevoegdheden |
| ------- | ------------ | ---------------- | --- |
|         | Burgemeester | Vera Celis       | Algemeen beleid, communicatie, organisatieontwikkeling, dierenwelzijn & veiligheid                                                             |
|         | Schepen      | Griet Smaers     | Sociaal beleid, zorg en gezondheid, kinderopvang, werk, diversiteit, woonbeleid & voorzitter van bijzonder comité van de sociale dienst (BCSD) |
|         | Schepen      | Bart Julliams    | Klimaat en duurzaamheid, milieu en natuur, ruimtelijk beleid, trage wegen, vergunningenbeleid & stadsontwikkeling                              |
|         | Schepen      | Nadine Laeremans | Ambtenaar burgerlijke stand, burgerzaken, senioren, sport, toerisme, stadsanimatie & evenementen                                               |
|         | Schepen      | Tom Corstjens    | Economie, financiën & personeel |
|         | Schepen      | Marlon Pareijn   | Participatie, jeugd, mobiliteit, fietsbeleid & onderwijs                                                                                       |
|         | Schepen      | Pieter Cowé      | Cultuur, internationale samenwerking & ICT |
|         | Schepen      | Luc Van Laer     | Landbouw en platteland, openbare werken & patrimonium                                                                                          |

#### College van burgemeester en schepenen (2013 - 2018)
Burgemeester is Vera Celis (N-VA). Zij leidt een coalitie bestaande uit  N-VA en  CD&V. Samen vormen ze de meerderheid met 20 op 33 zetels.
| Functie | Functie      | Naam             | Bevoegdheden                                                                               |
| ------- | ------------ | ---------------- | ------------------------------------------------------------------------------------------ |
|         | Burgemeester | Vera Celis       |                                                                                            |
|         | Schepen      | Ben Van Looveren | Openbare werken, woonbeleid, landbouw en platteland, stadsvernieuwing                      |
|         | Schepen      | Pieter Verhesen  | Financiën, begroting, economie, mobiliteit                                                 |
|         | Schepen      | Nadine Laeremans | Sport, evenementen, stadsanimatie, jeugd                                                   |
|         | Schepen      | Marleen Verboven | Cultuur, toerisme, internationale samenwerking                                             |
|         | Schepen      | Griet Verhesen   | Burgerzaken, onderwijs, diversiteit, personeel, senioren                                   |
|         | Schepen      | Bart Julliams    | Ruimtelijke ordening, milieu, duurzaamheid, tewerkstelling, dierenwelzijn                  |
|         | Schepen      | Griet Smaers     | Sociaal beleid, residentiële zorg, drugbeleid, dienst- en hulpverlening en OCMW-voorzitter |

### Geschiedenis van burgemeesters
| Periode | Periode     | Burgemeester                               |
| ------- | ----------- | ------------------------------------------ |
|         | 1807 - 1808 | Amandus Josephus Peetermans                |
|         | 1808 - 1813 | Josephus De Martschlaeger                  |
|         | 1813 - 1830 | Guillaume Egide Sanen                      |
|         | 1830 - 1844 | Charles Le Bon                             |
|         | 1844 - 1854 | Joseph Van Praet                           |
|         | 1855 - 1858 | Jan Baptist Boeckmans                      |
|         | 1858 - 1872 | Jacques Moortgat (LP / Kath. Partij)       |
|         | 1872 - 1874 | Egidius Verbruggen (LP)                    |
|         | 1875 - 1883 | Jacques Moortgat (Kath. Partij)            |
|         | 1884 - 1900 | Joseph Janssens (Kath. Partij)             |
|         | 1900 - 1910 | Gommaar Boeckmans (Kath. Partij)           |
|         | 1910 - 1914 | Karel Deconinck (Kath. Partij)             |
|         | 1914 - 1918 | Karel Janssens (dienstdoend, Kath. Partij) |

| Periode | Periode      | Burgemeester                               |
| ------- | ------------ | ------------------------------------------ |
|         | 1918 - 1921  | Frans Rombouts (dienstdoend, Kath. Partij) |
|         | 1921 - 1941  | Joseph Verachtert (Kath. Verb.)            |
|         | 1941         | Arthur Janssens (dienstdoend, Kath. Verb.) |
|         | 1941 - 1944  | Karel Pelgroms (oorlogsburgemeester, VNV)  |
|         | 1944 - 1950  | Jozef Fehrenbach (CVP)                     |
|         | 1950 - 1963  | Medard van Loenhout (CVP)                  |
|         | 1963 - 1970  | Louis Verswijvel (CVP)                     |
|         | 1971 - 1982  | Hugo Van Rompaey (CVP)                     |
|         | 1983 - 1994  | Maria Dams (CVP)                           |
|         | 1995 - 2012  | Frans Peeters (CVP / CD&V)                 |
|         | 2013 - 2024  | Vera Celis (N-VA)                          |
|         | 2024 - heden | Marlon Pareijn (CD&VGeel Team Marlon)      |

### Gemeenteraadsverkiezingen sinds 1976
| Partij of kartel     | Partij of kartel                                    | 10-10-1976 | 10-10-1976 | 10-10-1982 | 10-10-1982 | 9-10-1988 | 9-10-1988 | 9-10-1994 | 9-10-1994 | 8-10-2000 | 8-10-2000 | 8-10-2006 | 8-10-2006 | 14-10-2012 | 14-10-2012 | 14-10-2018 | 14-10-2018 | 13-10-2024 | 13-10-2024 |
| Stemmen / Zetels     | Stemmen / Zetels                                    | %          | 29         | %          | 31         | %         | 31        | %         | 31        | %         | 31        | %         | 33        | %          | 33         | %          | 33         | %          | 35         |
| -------------------- | --------------------------------------------------- | ---------- | ---------- | ---------- | ---------- | --------- | --------- | --------- | --------- | --------- | --------- | --------- | --------- | ---------- | ---------- | ---------- | ---------- | ---------- | ---------- |
|                      | PVDA1/ PVDA+2                                       | 0,861      | 0          | 1,021      | 0          | 0,501     | 0         | 0,881     | 0         | -         |           | -         |           | 1,852      | 0          | 5,61       | 1          | 5,01       | 1          |
|                      | Agalev1/ Groen!2/ Groen3/ De BrugpartijC            | -          |            | 4,871      | 0          | 6,961     | 1         | 8,581     | 2         | 8,521     | 2         | 6,172     | 1         | 7,263      | 2          | 16,0C      | 5          | 8,0C       | 2          |
|                      | SP1/ GEELA/ SP-VUB/ sp.a2/ De BrugpartijC /Vooruit3 | 18,371     | 5          | 19,231     | 6          | 18,461    | 6         | 27,49A    | 9         | 14,73B    | 4         | 13,512    | 4         | 10,882     | 3          | 16,0C      | 5          | 8,93       | 3          |
|                      | VU1/ GEELA/ SP-VUB/ N-VA2                           | 15,041     | 4          | 12,691     | 4          | 7,861     | 2         | 27,49A    | 9         | 14,73B    | 4         | 3,072     | 0         | 36,572     | 14         | 26,92      | 10         | 24,22      | 10         |
|                      | PVV1/ VLD2/ VLD-VIVANT3/ Open Vld4/ DURF5           | 14,671     | 4          | 11,721     | 3          | 10,851    | 3         | -         |           | 14,662    | 4         | 10,353    | 3         | 5,224      | 1          | 8,14       | 2          | 4,95       | 1          |
|                      | CVP1/ CD&V2/CD&VGeel Team Marlon3                   | 51,071     | 16         | 50,471     | 18         | 47,581    | 19        | 48,741    | 17        | 52,231    | 19        | 51,632    | 20        | 30,662     | 11         | 25,42      | 10         | 28,33      | 11         |
|                      | Vlaams Blok1/ Vlaams Belang2                        | -          |            | -          |            | -         |           | 6,491     | 1         | 9,861     | 2         | 15,272    | 5         | 7,562      | 2          | 13,92      | 5          | 19,42      | 7          |
|                      | VGD                                                 | -          |            | -          |            | -         |           | 7,82      | 2         | -         |           | -         |           | -          |            | -          |            | -          |            |
|                      | Anderen(*)                                          | -          |            | -          |            | 7,79      | 0         | -         |           | -         |           | -         |           | -          |            | 4,2        | 0          | 1,4        | 0          |
| Totaal stemmen       | Totaal stemmen                                      | 20133      | 20133      | 21902      | 21902      | 23186     | 23186     | 23915     | 23915     | 24523     | 24523     | 25949     | 25949     | 26901      | 26901      | 28271      | 28271      | 19408      | 19408      |
| Opkomst %            | Opkomst %                                           |            |            |            |            | 96,64     | 96,64     | 95,4      | 95,4      | 93,71     | 93,71     | 94,14     | 94,14     | 92,13      | 92,13      | 93,1       | 93,1       | 62,4       | 62,4       |
| Blanco en ongeldig % | Blanco en ongeldig %                                | 4,16       | 4,16       | 5,41       | 5,41       | 5,7       | 5,7       | 6,05      | 6,05      | 4,94      | 4,94      | 5,10      | 5,10      | 3,19       | 3,19       | 3,9        | 3,9        | 0,5        | 0,5        |

De rode cijfers naast de gegevens duiden aan onder welke naam de partijen telkens bij een verkiezing opkwamen, rode letters duiden de kartels aan.
De zetels van de gevormde meerderheid staan vetjes afgedrukt. De grootste partij is in kleur.
(*) 1988: GNG (4,68%), GO (3,11%) / 2018: Beter Geel (4,2%) / 2024: De Stadspartij HGB (1,4%)

### Gemeenteraad

#### Gemeenteraad (2024-2030)
| Functie          | Functie       | Functie             | Naam             |
| ---------------- | ------------- | ------------------- | ---------------- |
|                  | CD&V          | Voorzitter          | Griet Verhesen   |
| Burgemeester     | CD&V          | Marlon Pareijn      |                  |
| Tweede Schepen   | CD&V          | Nadine Laeremans    |                  |
| Vierde Schepen   | CD&V          | Luc Van Laer        |                  |
| Zesde Schepen    | CD&V          | Kris Vangeel        |                  |
| Gemeenteraadslid | CD&V          | Ben Van Looveren    |                  |
| Gemeenteraadslid | CD&V          | Hanne Van Dingenen  |                  |
| Gemeenteraadslid | CD&V          | Tinne Vangeel       |                  |
| Gemeenteraadslid | CD&V          | Gilberte Peeters    |                  |
| Gemeenteraadslid | CD&V          | Mathias Van Braband |                  |
| Gemeenteraadslid | CD&V          | Trui Syen           |                  |
|                  | N-VA          | Eerste Schepen      | Pieter Cowé      |
| Derde Schepen    | N-VA          | Tom Corstjens       |                  |
| Vijfde Schepen   | N-VA          | Bart Julliams       |                  |
| Zevende Schepen  | N-VA          | Vera Celis          |                  |
| Gemeenteraadslid | N-VA          | Luc Verguts         |                  |
| Gemeenteraadslid | N-VA          | Benny Eyckmans      |                  |
| Gemeenteraadslid | N-VA          | Fred Lambrechts     |                  |
| Gemeenteraadslid | N-VA          | Lea Neyens          |                  |
| Gemeenteraadslid | N-VA          | Nadja Robeyn        |                  |
| Gemeenteraadslid | N-VA          | Helena Plomteux     |                  |
|                  | Vlaams Belang | Gemeenteraadslid    | Ivan Wartel      |
| Gemeenteraadslid | Vlaams Belang | Rosa Van Cleempoel  |                  |
| Gemeenteraadslid | Vlaams Belang | Timmy Vanuytsel     |                  |
| Gemeenteraadslid | Vlaams Belang | Karl S'Jegers       |                  |
| Gemeenteraadslid | Vlaams Belang | Mario Geuns         |                  |
| Gemeenteraadslid | Vlaams Belang | Bart Schoeters      |                  |
| Gemeenteraadslid | Vlaams Belang | Petra Gyesbreghs    |                  |
|                  | Vooruit       | Gemeenteraadslid    | Iris Devos       |
| Gemeenteraadslid | Vooruit       | Kristof Van Reusel  |                  |
| Gemeenteraadslid | Vooruit       | Elhasbia Zayou      |                  |
|                  | De Brugpartij | Gemeenteraadslid    | Dirk Kennis      |
|                  | Open Vld      | Gemeenteraadslid    | Myriam Smets     |
|                  | PVDA          | Gemeenteraadslid    | Greet Daems      |
|                  | Onafhankelijk | Gemeenteraadslid    | Tinne Van Gelder |

#### Gemeenteraad (2019-2024)
| Functie          | Functie       | Functie             | Naam             |
| ---------------- | ------------- | ------------------- | ---------------- |
|                  | N-VA          | Burgemeester        | Vera Celis       |
| Tweede Schepen   | N-VA          | Bart Julliams       |                  |
| Vierde Schepen   | N-VA          | Tom Corstjens       |                  |
| Zesde Schepen    | N-VA          | Pieter Cowé         |                  |
| Gemeenteraadslid | N-VA          | Luc Verguts         |                  |
| Gemeenteraadslid | N-VA          | Benny Eyckmans      |                  |
| Gemeenteraadslid | N-VA          | Pieter Verhesen     |                  |
| Gemeenteraadslid | N-VA          | Lea Neyens          |                  |
| Gemeenteraadslid | N-VA          | Nadja Robeyn        |                  |
|                  | CD&V          | Voorzitter          | Griet Verhesen   |
| Eerste Schepen   | CD&V          | Griet Smaers        |                  |
| Derde Schepen    | CD&V          | Nadine Laeremans    |                  |
| Vijfde Schepen   | CD&V          | Marlon Pareijn      |                  |
| Zevende Schepen  | CD&V          | Luc Van Laer        |                  |
| Gemeenteraadslid | CD&V          | Brigitte Kempen     |                  |
| Gemeenteraadslid | CD&V          | Ben Van Looveren    |                  |
| Gemeenteraadslid | CD&V          | Tinne Vangeel       |                  |
| Gemeenteraadslid | CD&V          | Griet Ceusters      |                  |
| Gemeenteraadslid | CD&V          | Mathias Van Braband |                  |
|                  | De Brugpartij | Gemeenteraadslid    | Yves Van Hulsel  |
| Gemeenteraadslid | De Brugpartij | Noël Devos          |                  |
| Gemeenteraadslid | De Brugpartij | Dirk Kennis         |                  |
| Gemeenteraadslid | De Brugpartij | Tinne Van Gelder    |                  |
| Gemeenteraadslid | De Brugpartij | Elhasbia Zayou      |                  |
|                  | Vlaams Belang | Gemeenteraadslid    | Petra Gyesbreghs |
| Gemeenteraadslid | Vlaams Belang | Rosa Van Cleempoel  |                  |
| Gemeenteraadslid | Vlaams Belang | Timmy Vanuytsel     |                  |
| Gemeenteraadslid | Vlaams Belang | Ivan Wartel         |                  |
|                  | Open Vld      | Gemeenteraadslid    | Myriam Smets     |
| Gemeenteraadslid | Open Vld      | Arlette Dilliën     |                  |
|                  | PVDA          | Gemeenteraadslid    | Greet Daems      |
|                  | Onafhankelijk | Gemeenteraadslid    | Marleen Verboven |
| Gemeenteraadslid | Onafhankelijk | Patrick Graux       |                  |

## Bezienswaardigheden
Vooral Geel-Centrum kent een aantal belangwekkende monumenten, namelijk:
- Sint-Amandskerk
- Sint-Dimpnakerk
- Gasthuismuseum Sint-Dimpna
- Voormalig gemeentehuis op de Markt (oorspronkelijk lakenhalle, oudste kern 17de eeuw)
- station (1878)

Ook de kleinere kernen die deel uitmaken van de stad kennen monumenten, waaronder kerken en kapellen. Daarnaast is Geel ook de bezitter van enkele ‘merkwaardigheden’: een adellijk graf dat vleermuizenkelder werd, een stokoude waterpomp, een orchideeënveld, een eeuwenoude linde, drie windmolens (Molen van 't Roosje, Molen van Larum, Molen van 't Veld) en een groot aantal interessante grafmonumenten.
Ook telt de stad tal van natuurgebieden, zoals bossen en duinen, een vogelreservaat, de oevers van de Kleine en de Grote Nete. In het noorden van de stad liggen de natuurreservaten De Zegge en de Mosselgoren. Andere natuurgebieden zijn Breeven, Malesbroek, Zammelsbroek, Neerhelst en Gooreind.

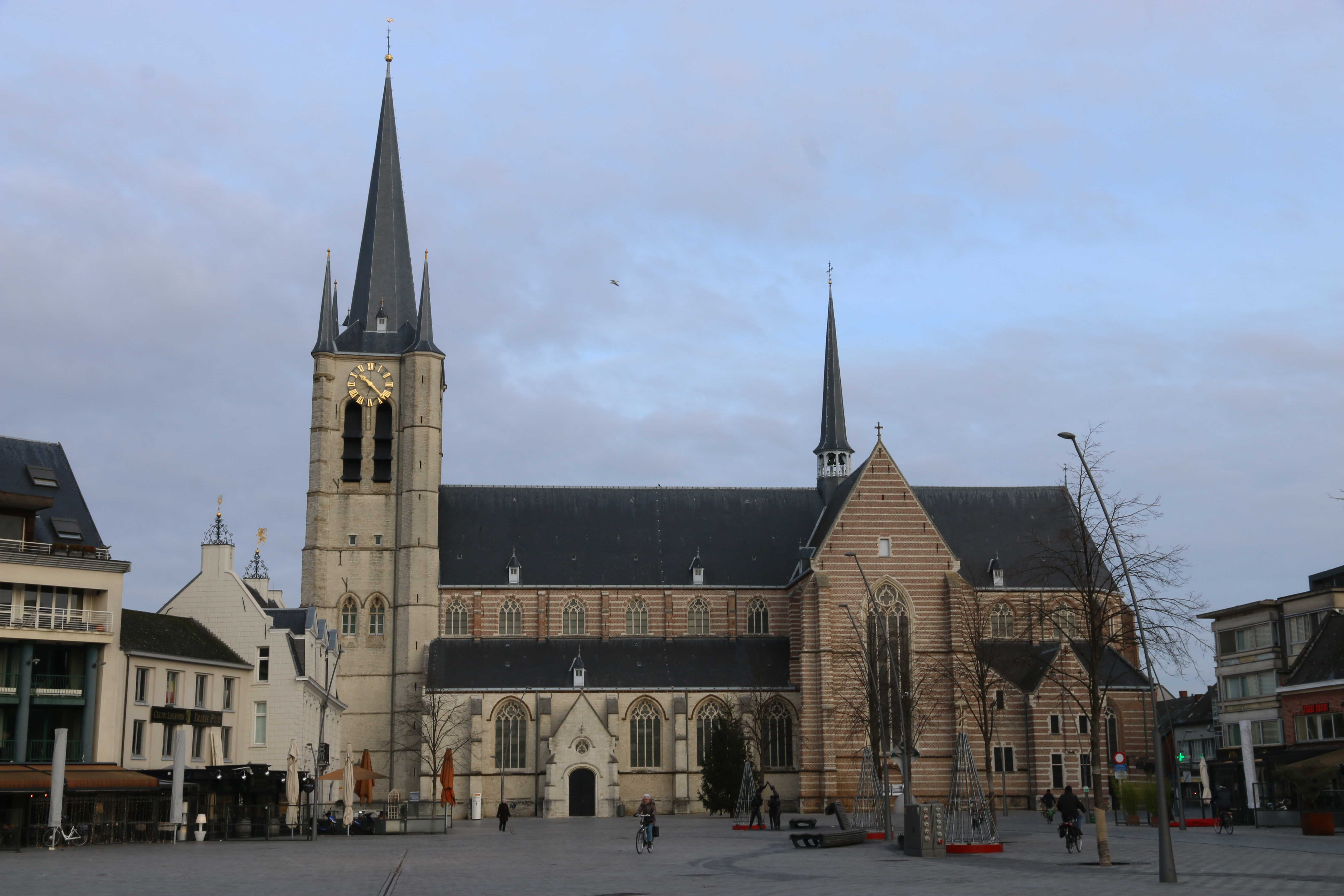
Markt te Geel, Sint-Amandskerk
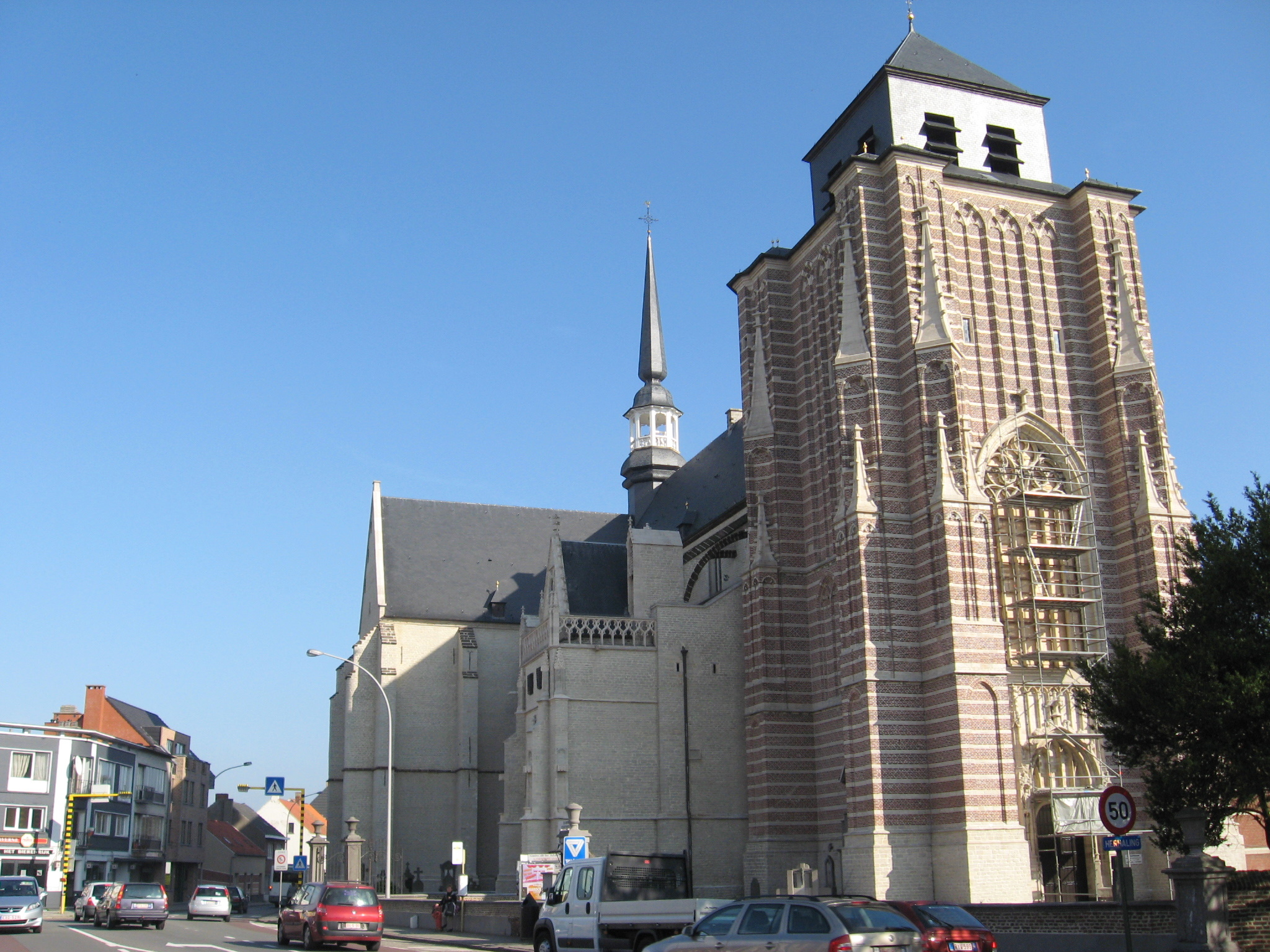
Sint-Dimpnaplein te Geel, Sint-Dimpnakerk
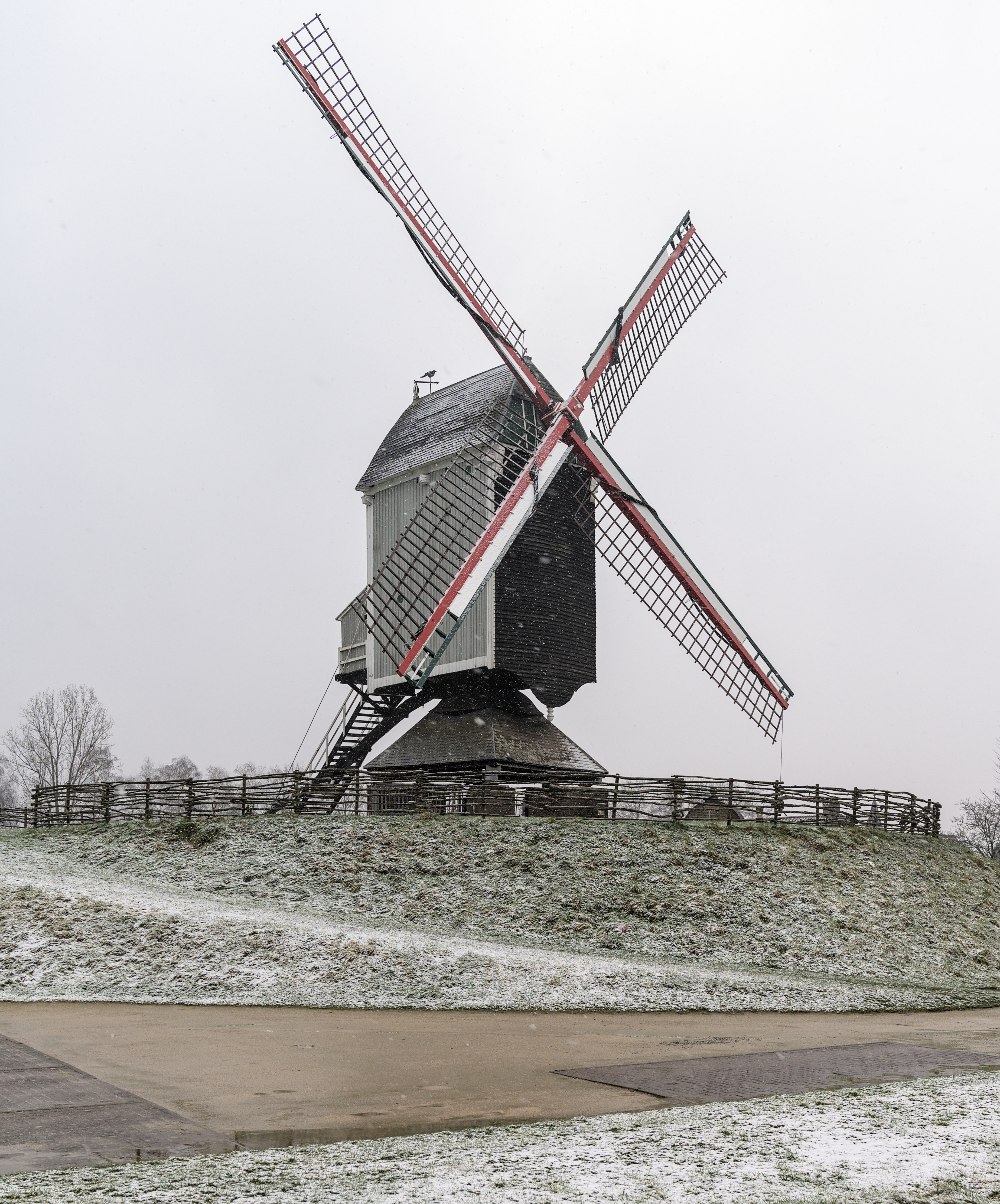
Molen van 't Veld
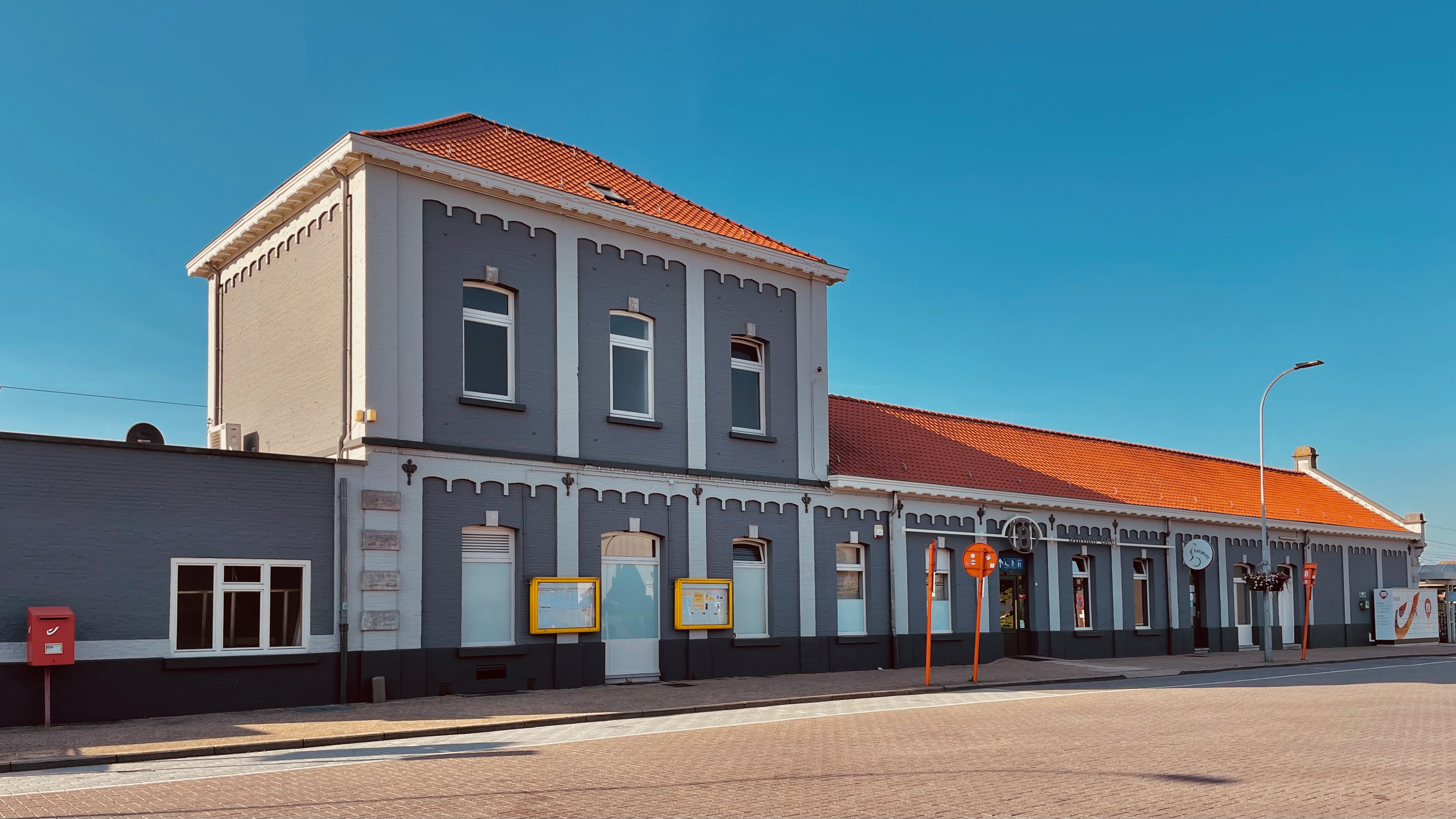
Stationsgebouw Geel
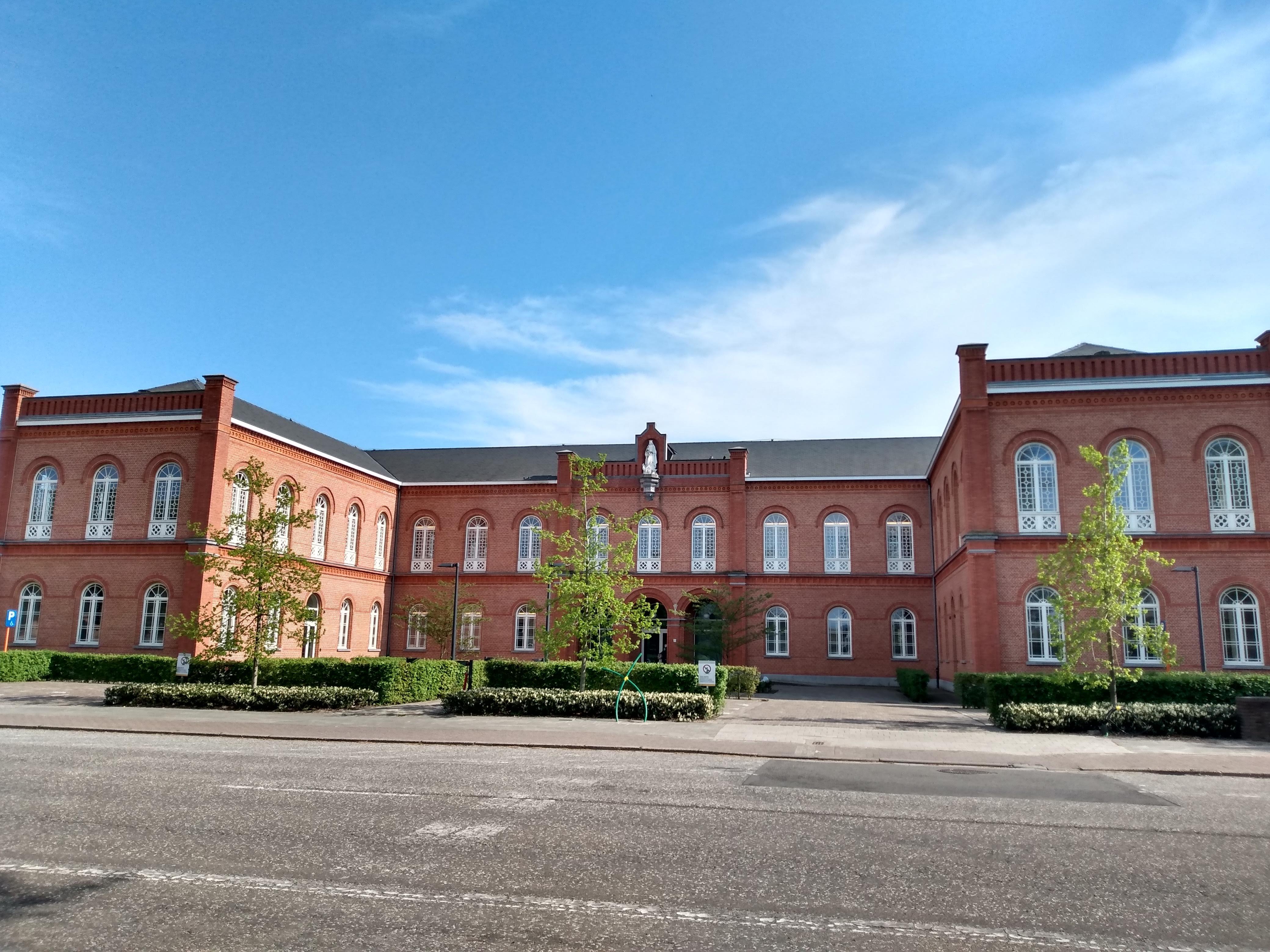
Hoofdgebouw, OPZ Geel
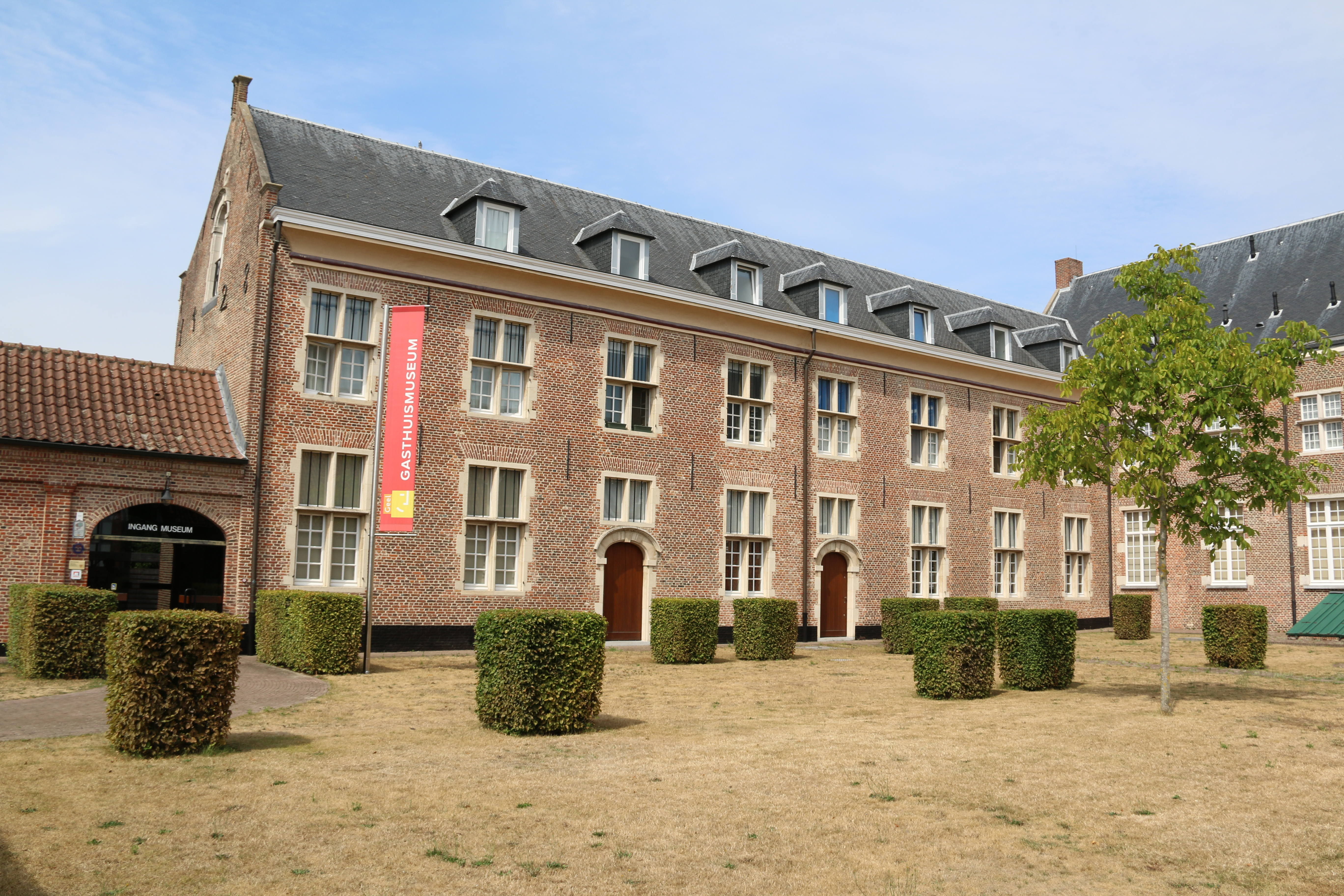
Site Gasthuismuseum, Geel
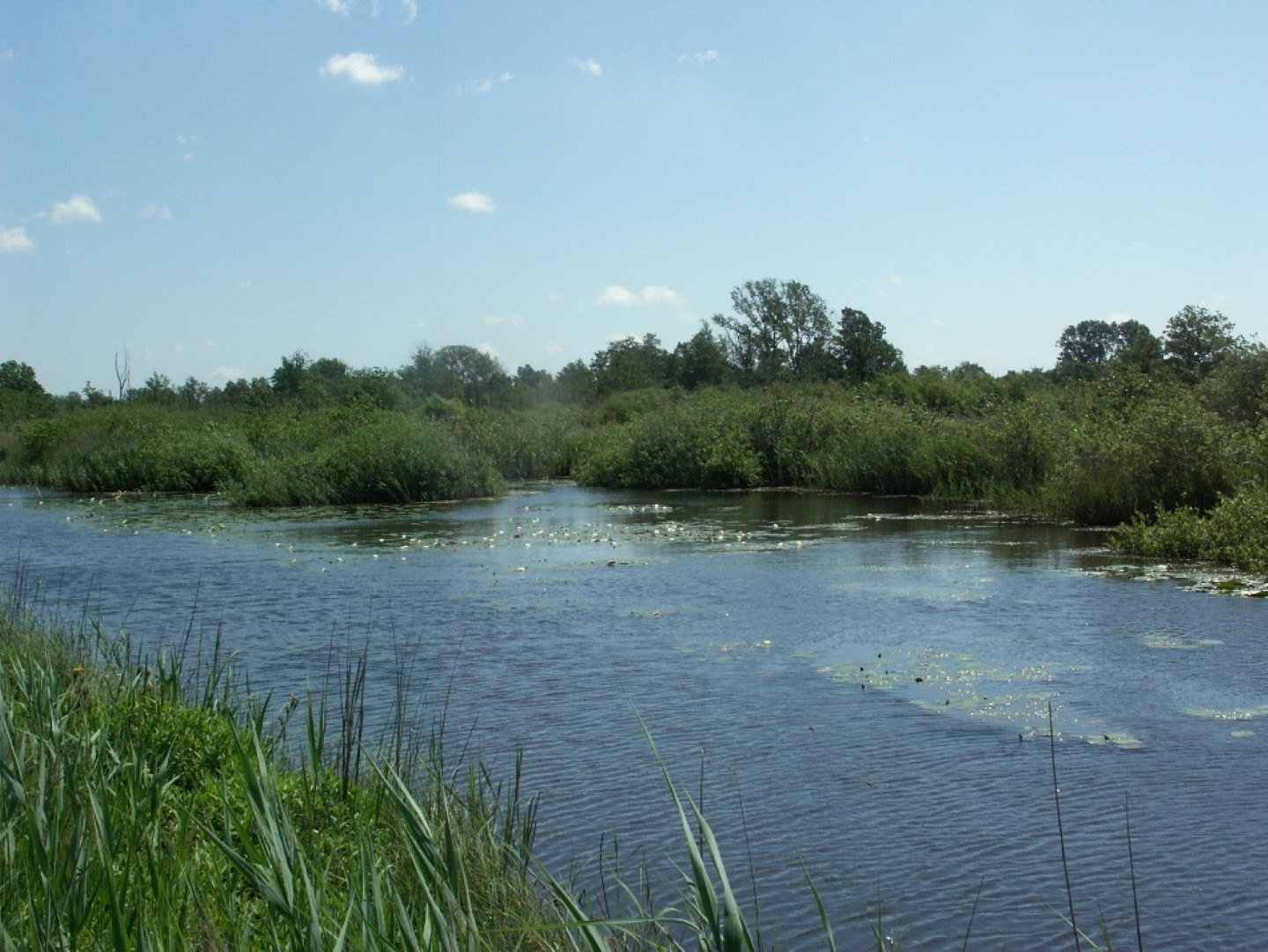
Natuurreservaat De Zegge, Geel
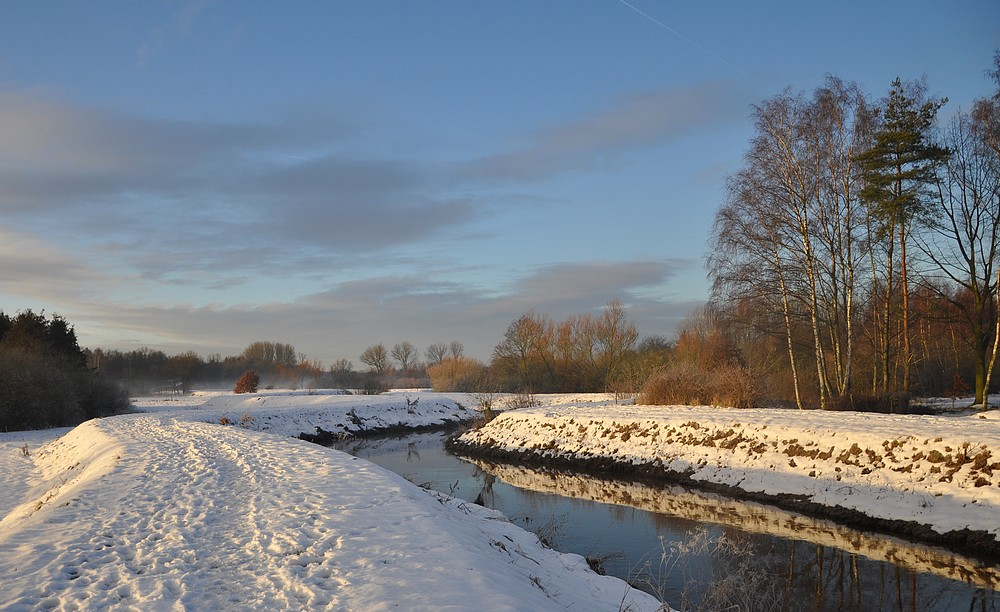
Natuurreservaat Zammelsbroek, Geel
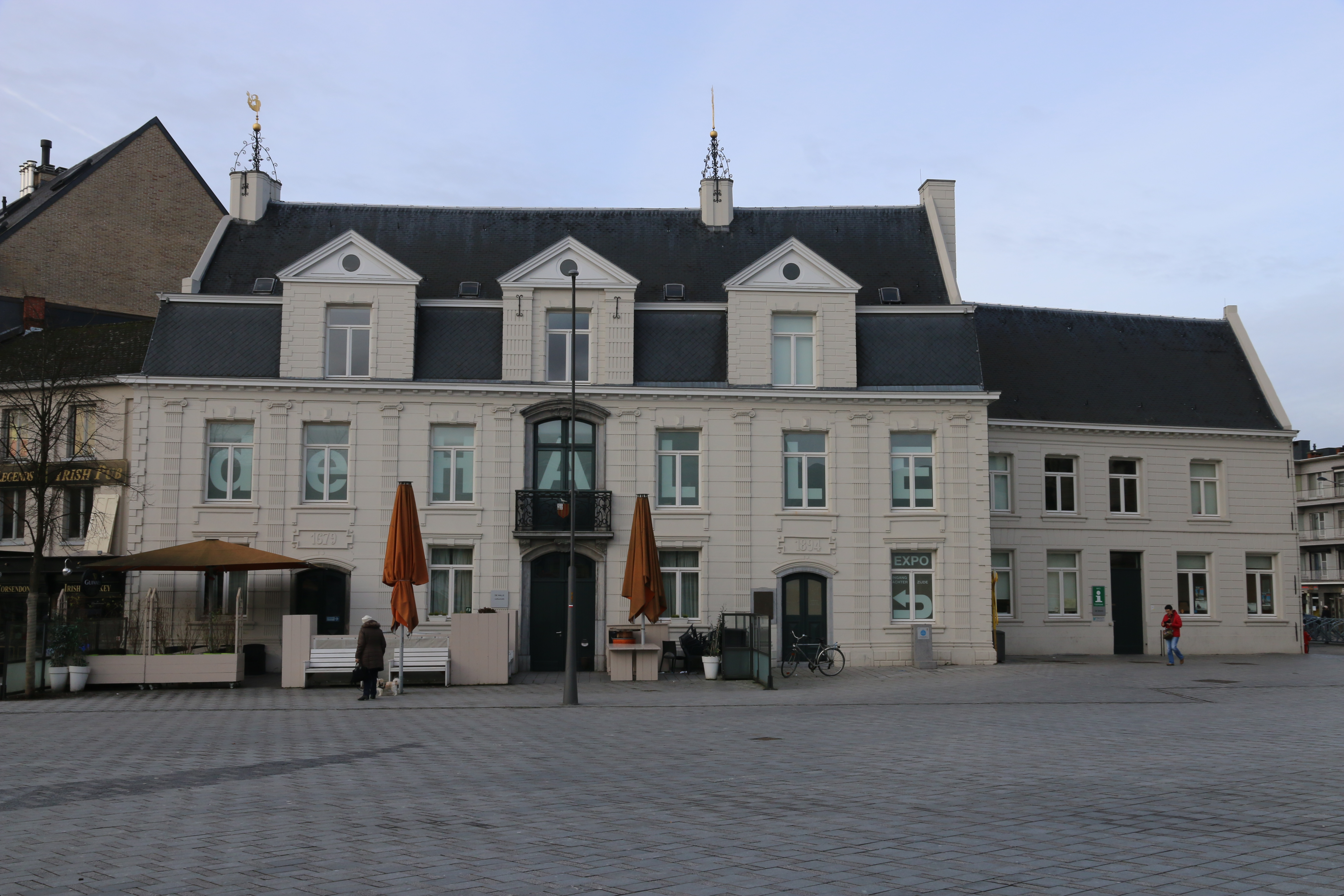
Oude gemeentehuis De Halle, Geel
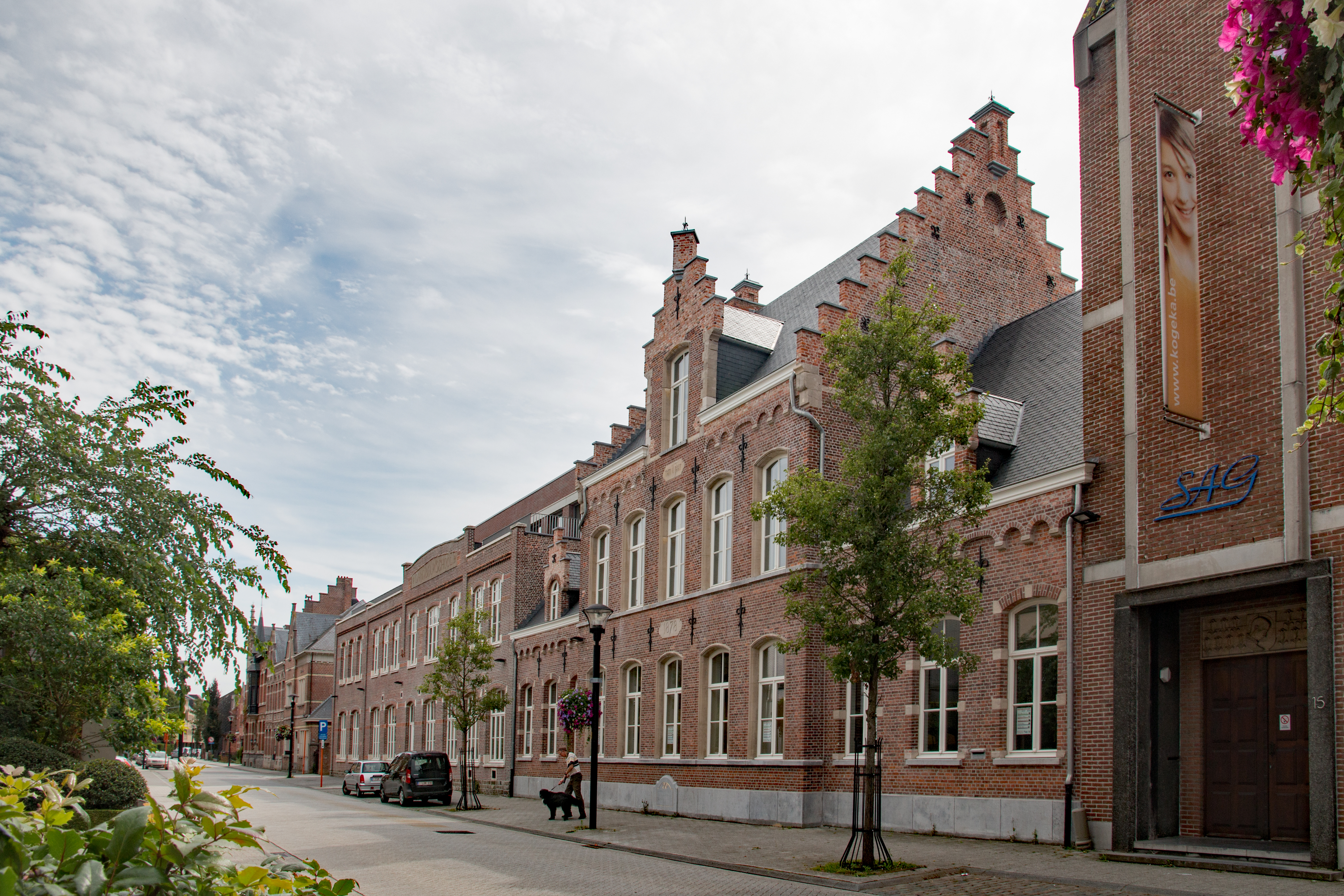
Sint-Aloysiuscollege, Geel

## Cultuur

### Bijnaam
- Er werd een spreekwoord aan de stad ontleend: "Naar Geel gaan" of "Van Geel komen", wat betekent: "gek worden".

### Evenementen
- Palmenmarkt, de jaarlijks terugkerende kermis van Geel dat 5 dagen plaatsvindt startend op de vrijdag voor Palmzondag.
- Dimpnadagen, ommegang met theaterspektakel GheelaMania dat 5-jaarlijks plaatsvindt in mei.
- De Zotte 50 van Gheel, een wandeltocht door Geel die doorgaat eind mei.
- Geel Bruist, een stadsfestival tijdens het braderijweekend eind juni.
- Geel Zomert, openluchtconcerten die elke vrijdag in de zomer worden gehouden in de Bogaart.
- Reggae Geel, een 2-daags reggae-festival dat het eerste weekend van augustus plaatsvindt.
- Eurofeesten, een 5-jaarlijks evenement dat een weekend in het midden van augustus plaatsvindt.
- Geel Wintert, een winterevenement gedurende de maand december op de Markt met o.a. schaatsbaan, drankkraampjes en animatie
- Frinket, een foodtruckfestival tijdens het laatste weekend van mei in het Geelse stadspark
- In Cultureel Centrum De Werft worden diverse activiteiten georganiseerd. De schouwburg heeft 428 zitplaatsen. De Waai is een polyvalente zaal.

### Streekproducten
- Zeunt, Vliet en Vals Paterke, bekende bieren in Geel.
- Geelse hartjes, hartvormige koekjes.

### Media
- In Geel werd het oudste weekblad van België uitgegeven, namelijk het Nieuwsblad van Geel. In 2019 werd het stopgezet.
- Geel FM is een lokale omroep gericht op Geel.

## Religie en levensbeschouwing
Het grondgebied van Geel behoorde in het verleden kerkelijk tot het oude bisdom Kamerijk, afgezien van de buitenparochie Sint-Lambertus te Bel, die tot het Prinsbisdom Luik behoorde. De parochiekerk was de Sint-Amandskerk. Eerst in 1536 werd de Sint-Laurentiusparochie Zammel-Oosterlo afgesplitst. In 1559 werd de Vrijheid Geel, inclusief de parochie van Bel, ingedeeld bij het pas opgerichte bisdom 's-Hertogenbosch. In 1566 woedde de beeldenstorm in Geel. Ook tijdens de Tachtigjarige Oorlog, vooral in 1581, liepen de kerkgebouwen grote schade op. Van 1632-1642 was de retorsieperiode in Geel, waarbij de katholieke geloofsuitoefening regelmatig werd gehinderd. Vanaf 1648 was in 's-Hertogenbosch geen bisschop meer toegestaan en werden de zaken door een apostolisch vicaris behartigd. Vanaf 1731 kwam het dekenaat Geel onder het aartsbisdom Mechelen en in 1759 onder het bisdom Antwerpen. Dit werd echter in 1801 opgeheven, waarop Geel weer onder Aartsbisdom Mechelen kwam, totdat het bisdom Antwerpen in 1961 weer werd heropgericht. In de 19e en 20e eeuw werden op het gebied van Geel nog tal van parochies afgesplitst. Deze vormen samen de pastorale eenheid Heiligen Dimpna en Gerebernus die op haar beurt deel uitmaakt van het dekenaat Zuiderkempen in het bisdom Antwerpen.

## Economie

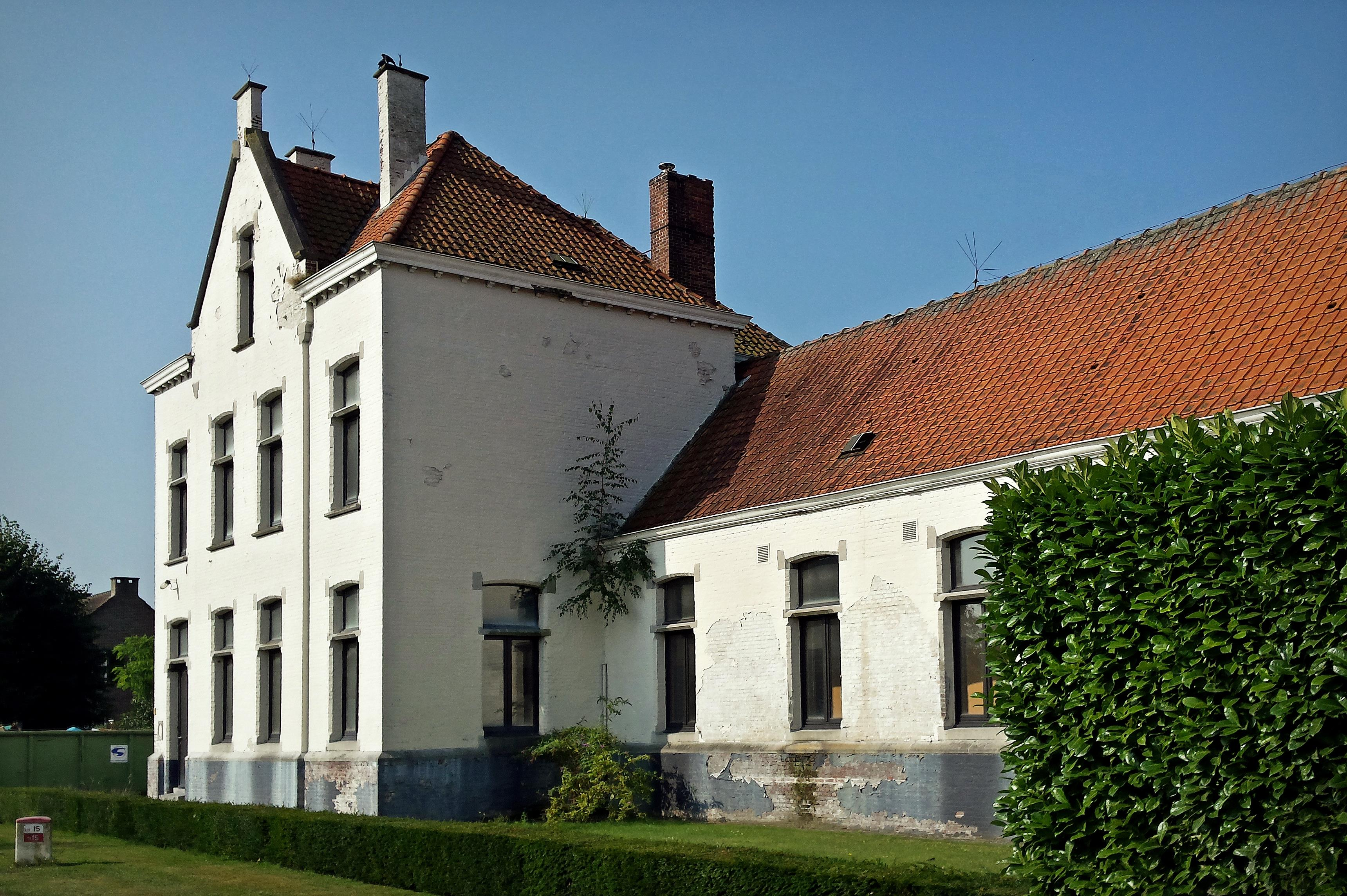
Badhuis

### Verleden
De belangrijkste economische activiteit was gedurende lange tijd de schapenteelt, die plaatsvond op de heidegronden die een groot deel van het grondgebied uitmaakten. In 1575 werden hier nog 221 schaapskudden geteld, die het principaalste profijt binnen in de Vrijheid vertegenwoordigden. Dit leidde tot lakenindustrie en lakenhandel. Omstreeks het jaar 1400 werd een lakenhal gebouwd, het latere gemeentehuis. Niet alleen laken, maar ook linnen werd geproduceerd, vervaardigd uit het vlas dat eveneens hier werd verbouwd. Het krijgsgeweld van de Tachtigjarige Oorlog bracht een zware slag toe aan deze nijverheid. Eind 18e eeuw werd nog gepoogd de neergang te stuiten. De gelenaar P.J. Biddeloo begon een lakenfabriek waar tientallen mensen werkten, maar die na enkele jaren alweer moest sluiten wegens gebrek aan afzet.
De landbouw was vooral vanaf de 17e eeuw van groot belang. Vooral rogge, maar ook haver, gerst en boekweit werden verbouwd. Daarnaast werd boter geproduceerd en verhandeld. Van 1921 tot na de Tweede Wereldoorlog was er in Geel een boter-, eier- en kiekenmarkt.
Na de Tweede Wereldoorlog was Geel economisch sterk achterop geraakt. De landbouw werd gestimuleerd vanaf de jaren 50 van de 20e eeuw, door de aanleg van modelboerderijen op het Kempisch Domein, waarvan 300 ha op het grondgebied van Geel lagen. Deze boerderijen waren gebaseerd op veeteelt. Dit voormalig heidegebied, nabij Ten Aard, werd vanaf het midden van de 19e eeuw ontgonnen, waarbij koning Leopold I en de Gentse baron Coppens een belangrijke rol speelden. Voorts werd de landbouw versterkt door de ontginning van de moerassen in het dal van de Kleine Nete, hetgeen echter ten koste ging van een belangrijk natuurgebied.

### Heden
Tijdens jaren 70 van de 20e eeuw werd ook een groot bedrijventerrein aangelegd in het zuiden van de stad, tussen het Albertkanaal en de Boudewijnsnelweg. Een belangrijk bedrijf is BP dat hier tereftaalzuur, isoftaalzuur en paraxyleen produceert en 400 eigen medewerkers heeft.
Geel vervult verschillende functies: een agrarische, een industriële en ook een handelsfunctie. Ruim 250 vestigingen, waarvan het merendeel geconcentreerd ligt rond de vier centrumparochies, zijn hiervan het beste bewijs. Ook de centrumfunctie is van groot belang. Dit komt tot uiting langs de diensten van de brandweer, de politie, de ziekenhuizen en het onderwijs. Mede dankzij de Katholieke Hogeschool Kempen - thans Thomas More - is Geel uitgegroeid tot een onderwijscentrum. Voorts is de economie van Geel altijd verbonden geweest met haar centrumfunctie, het onderwijs, de gezondheidszorg en de verpleging van psychiatrische patiënten.
Geel maakt deel uit van het Economisch Netwerk Albertkanaal.

## Onderwijs
Een belangrijke onderwijsinstelling was de Latijnse School die begin 15e eeuw werd opgericht en van 1677-1777 haar bloeiperiode beleefde. Tijdens de beloken jaren (1798-1801) was ze gesloten om daarna weer te openen. De school werd omgevormd tot een college. Vanaf 1850 kwam ze onder auspiciën van het aartsbisdom Mechelen.
In 1919 werd een technische school opgericht die in 1942 tot een Middelbare Technische School werd omgevormd. In 1957 kwamen er ook hogere technische studies en in 1995 ontstond aldus de Katholieke Hogeschool Kempen die in 2012 fuseerde met de Lessius hogeschool tot de Thomas More hogeschool. Op de campus in geel studeren ongeveer 3.500 studenten.
In Geel is er vandaag een uitgebreid aanbod aan onderwijs. Er zijn verscheidene lagere scholen en voor de eerste graad middelbaar, het Sint-Aloysius college en het Atheneum. Voor de tweede en derde graad heb je het Sint-Dimpna college, Sint-Jozef instituut, Sint-Maria instituut en het Atheneum. Ook het Buitengewoon Onderwijs is goed vertegenwoordigd: twee lagere scholen en één secundaire school (BuSO Oosterlo). Voor het hoger onderwijs en universiteit beschikt Geel over een Thomas More- en K.U. Leuven campus.

## Psychiatrische zorg
De stad Geel is vanouds wereldberoemd vanwege haar gezinsverpleging van psychiatrische patiënten.
Volgens de legende werd Dimpna van Geel door haar vader vermoord in een vlaag van krankzinnigheid. Op haar graf in Geel deden zich naar verluidt genezingen voor en dat bracht pelgrims, vooral geesteszieken, naar Geel. Bedevaartgangers namen krankzinnige familieleden mee en hoopten op genezing. De patiënten werden ondergebracht in de ziekenkamer die tegen de Sint-Dimpnakerk aan werd gebouwd. Zij bleven daar negen dagen en ondergingen een aantal rituelen. Vanaf de 18e eeuw werden de patiënten in toenemende mate rechtstreeks bij gezinnen ondergebracht, zonder dat er nog rituelen aan te pas kwamen. De gezinnen kregen hiervoor een vergoeding. Geleidelijk aan werd deze gezinsverpleging tot een moderne psychiatrische zorg omgevormd. In 1838 werd ze gemeentelijk georganiseerd en in 1850 door de Belgische Staat. Begin jaren 80 van de 20e eeuw werd bovendien de Sanokliniek te Geel opgericht die samenwerkte met de gezinsverpleging. In 2002 kwam er kinder- en jeugdverpleging bij en in 2007 werd de instelling omgevormd tot Openbaar Psychiatrisch Zorgcentrum Geel (OPZ). Aan de voor Geel kenmerkende Gezinsverpleging heeft Geel haar bijnaam: De Barmhartige Stede te danken.

## Verkeer en vervoer
Station Geel, geopend in 1880, is gelegen aan de spoorlijn 15 die Antwerpen verbindt met Hasselt via Lier, Herentals en Mol. Vanuit Geel zijn er twee treinen per uur naar Antwerpen en Mol, 1 keer per uur naar Hamont en Hasselt en enkele P -treinen (enkel tijdens de spits) van en naar Brussel.
Geel is een belangrijk regionaal knooppunt voor bussen van De Lijn met lijnen naar o.a Herentals, Leuven, Aarschot en Heist-op-den-Berg
De R14 fungeert als ringweg rond de stad (al is deze wel niet helemaal rond), door het zuiden van de gemeente lopen de autosnelweg E313 en het Albertkanaal en in het noorden ligt het Kanaal Bocholt-Herentals.

## Ereburgers van stad Geel
- 1980: Armand Preud'homme, componist en organist
- 2013: Jan Hoet, curator en 'kunstpaus'
- 2016: Jef Neve, pianist en componist
- 2021: Sofie Vangheel, oprichter en algemeen directeur hulporganisatie Cunina

## Partnersteden
- Tydavnet (Ierland), sinds 1992
- Xanten (Duitsland), sinds 19 mei 1990
- Slatina-Timiș (Roemenië)